# 280-as busz (Budapest)
A budapesti 280-as jelzésű autóbusz Auchan Sziget áruház és Lakihegy, Cseresznyés utca között közlekedik, Szigetszentmiklós érintésével. A vonalat a MÁV Személyszállítási Zrt. üzemelteti.

## Története
A járat 2014. augusztus 25-én indult, miután a BKK átszervezte Szigetszentmiklós közlekedését és néhány járatot átvett a Volánbusztól.
2019. július 1-jétől egyes menetek 280B jelzéssel közlekednek a Dunaharaszti utca és a Béke utca érintésével.

## Útvonala
| Auchan Sziget áruház → Leshegy Ipari Park → Szigetszentmiklós → Leshegy Ipari Park → Auchan Sziget áruház → Lakihegy, Cseresznyés utca | Auchan Sziget áruház → Leshegy Ipari Park → Szigetszentmiklós → Leshegy Ipari Park → Auchan Sziget áruház → Lakihegy, Cseresznyés utca |
| --- | --- |
| Auchan Sziget áruház vá. – Áruházi bekötőút – II. Rákóczi Ferenc út – Szigetszentmiklós, új átkötő út – Leshegy út – 5102. sz. út – Petőfi Sándor utca – Szabadság utca, forduló – Petőfi Sándor utca – Széchenyi utca – Ősz utca – Dobó István utca – Tököli út – Szebeni utca, forduló – Tököli út – Bajcsy-Zsilinszky út – Gyári út – Szilágyi Lajos utca – Árpád utca – Petőfi Sándor utca – Bercsényi utca – Csepeli út – Leshegy út – új átkötő út – II. Rákóczi Ferenc út – Áruházi bekötőút – Auchan Sziget áruház vá. – Áruházi bekötőút – II. Rákóczi Ferenc út – Lakihegy, Cseresznyés utca vá. | |

## Megállóhelyei
Az átszállási kapcsolatok között az azonos útvonalon, de ellenkező irányban közlekedő 279-es busz nincs feltüntetve.
| 0  | ∫  | ∫  | Auchan Sziget áruház induló végállomás                        |                                                               |
| 2  | ∫  | ∫  | Hárosi Csárda                                                 | 38, 38A, 138, 238, 278 690                                    |
| 6  | ∫  | ∫  | Leshegy utca                                                  | 278 691                                                       |
| 7  | ∫  | ∫  | Leshegy Ipari Park                                            | 278 673, 691                                                  |
| 11 | ∫  | ∫  | Massányi úti lakópark                                         | 38, 238, 278                                                  |
| 14 | 0  | 0  | Szigetszentmiklós, Szabadság utca vonalközi induló végállomás | 38, 238, 278 689, 691                                         |
| 15 | 1  | 1  | Ady Endre utca                                                | 38, 238                                                       |
| 17 | 3  | 3  | Ősz utca                                                      | 38, 238                                                       |
| 18 | 4  | 4  | Nap utca (óvoda)                                              | 38, 238                                                       |
| 19 | 5  | 5  | Miklós tér                                                    | 38, 238                                                       |
| 22 | 8  | 8  | Szebeni utca                                                  | 38, 238 682, 683                                              |
| 24 | 10 | 10 | Tamási Áron utca                                              | 38, 238                                                       |
| 25 | 11 | 11 | Akácfa körút                                                  | 38, 238                                                       |
| 27 | 13 | 13 | Jókai utca                                                    | 38, 238 682, 683, 684                                         |
| 29 | 15 | 15 | Váci Mihály utca (József Attila-telep H)                      | 38, 238 682, 683, 684                                         |
| 30 | 16 | 16 | József Attila utca                                            | 38, 238 672, 673, 674, 675, 676, 689, 691                     |
| 31 | 17 | 17 | Kisfaludy utca                                                | 238 673, 674                                                  |
| 32 | 18 | 18 | Szigetszentmiklós H                                           | 238 673, 674, 678                                             |
| 33 | 19 | 19 | Szigetszentmiklós, városháza                                  | 38, 238 672, 673, 674, 675, 676, 678, 682, 683, 684, 689, 691 |
| 34 | 20 | 20 | Wesselényi utca                                               | 673, 674                                                      |
| 36 | 22 | 22 | Temető utca                                                   | 673, 674                                                      |
| 37 | 23 | 23 | Bánki Donát utca                                              | 673, 674                                                      |
| 39 | 25 | 25 | Bányató út                                                    | 673, 674                                                      |
| 41 | 27 | 27 | Leshegy Ipari Park                                            | 278 673, 691                                                  |
| 43 | 29 | 29 | Leshegy utca                                                  | 278 691                                                       |
| 47 | 33 | 33 | Auchan Sziget áruház vonalközi érkező végállomás              | 38, 38A, 138, 238 690                                         |
| ∫  | ∫  | 35 | Áruházi bekötőút                                              | 38, 38A, 138, 238 688, 690, 691                               |
| ∫  | ∫  | 36 | Háros                                                         | 38, 38A, 138, 238                                             |
| ∫  | ∫  | 38 | Gát utca                                                      | 38, 38A, 238 689, 690                                         |
| ∫  | ∫  | 39 | Lacházi fogadó                                                | 38, 38A, 238 690                                              |
| ∫  | ∫  | 40 | Lakihegy, Cseresznyés utca érkező végállomás                  | 38, 38A, 238 689, 690                                         |

Menetek
| Végállomás neve                               | Menetek útvonala | Menetek útvonala | Menetek útvonala |      |
| Végállomás neve                               | a                | b                | c                |      |
| --------------------------------------------- | ---------------- | ---------------- | ---------------- | ---- |
| Auchan Sziget áruház (Szigetszentmiklós felé) |                  |                  |                  | IND. |
|                                               |                  |                  |                  |      |
| Szigetszentmiklós, Szabadság utca             | ÉRK.             |                  |                  |      |
| Szigetszentmiklós, Szabadság utca             |                  | IND.             |                  |      |
|                                               |                  |                  |                  |      |
| Szigetszentmiklós, városháza                  | ÉRK.             |                  |                  |      |
| Szigetszentmiklós, városháza                  | IND.             |                  |                  |      |
|                                               |                  |                  |                  |      |
| Auchan Sziget áruház (Lakihegy felé)          | ÉRK.             |                  |                  |      |
| Auchan Sziget áruház (Lakihegy felé)          |                  | IND.             |                  |      |
|                                               |                  |                  |                  |      |
| Lakihegy, Cseresznyés utca                    | ÉRK.             |                  |                  |      |